# Hala Olivia
El Hala Olivia es un pabellón deportivo situado en Gdansk, Polonia. Es la primera pista de hielo cubierta de Gdansk, concretamente en el barrio de Oliva, en el cruce de al. Grunwald y ST. Bażyński en las inmediaciones de la Universidad de Gdansk. La instalación, una de las más grandes de Polonia, fue diseñada por Maciej Gintowt y es sede desde el 16 de diciembre de 1972 del club hockey sobre hielo de Gdansk (Stoczniowiec Gdańsk). 
El edificio consta de dos pistas de patinaje sobre hielo cubiertas con aforo para 3.867 y 800 espectadores. Además consta con una sala grande, donde se pueden organizar eventos para 5.500 personas. 
El Hala Olivia no se utiliza solo para hockey y patinaje sobre hielo, sino que consta de un hotel con instalaciones recreativas de ocio y restauración. Tiene lugar la feria (BALTEXPO, en los años impares), exposiciones, conciertos y desfiles.  
Del 11 al 28 de diciembre de 2007 se cerró la instalación debido al gran peligro de hundimiento del techo.
Actualmente en el Hala Olivia actualmente se disputan: 
- Stoczniowiec Gdańsk, en las competiciones de Polonia Hockey League
- Prokom Trefl Sopot, en las competiciones de baloncesto de la Euroliga.

## Cómo llegar
- Utilización de los ferrocarriles urbanos de SKM, bajarse en la parada de autobús Gdańsk Przymorze-Universidad Entre los recién llegados existe la errónea creencia de que bajar en la estación de Gdańsk Oliwa.
- Tranvía: 6, 12 y 15, Bajar en la parada "Bażyński. Después la calle Bażyński a unos 100 metros del Rectorado de la Universidad de Gdańsk hacia la Avenida Grunwald.